# Пшисечин
Пшисечин (пол. Przysieczyn, нім. Osten) — село в Польщі, у гміні Вонґровець Вонґровецького повіту Великопольського воєводства.
Населення — 484 особи (2011).
У 1975-1998 роках село належало до Пільського воєводства.

## Демографія
Демографічна структура станом на 31 березня 2011 року:
|          | Загалом | Допрацездатний вік | Працездатний вік | Постпрацездатний вік |
| -------- | ------- | ------------------ | ---------------- | -------------------- |
| Чоловіки | 255     | 59                 | 170              | 26                   |
| Жінки    | 229     | 48                 | 137              | 44                   |
| Разом    | 484     | 107                | 307              | 70                   |